# Genseiryu
Genseiryu (玄制流) is een karatestijl met wortels in het shuri-te, een van de drie oorspronkelijke karatestijlen op Okinawa (een Japans eiland). Het is ontwikkeld door Seiken Shukumine (1925-2001) die klassieke technieken combineerde met zijn eigen technieken en zo de speciale karakteristieken van het genseiryu creëerde. Sensei Shukumine had in zijn leven twee leraren, Sadoyama en Kishimoto. De naam genseiryu werd voor het eerst gebruikt in 1953. In het Japans bestaat de naam uit drie verschillende karakters of ideogrammen (kanji):玄制流. Het eerste karakter is gen (玄) en heeft betekenissen als 'mysterieus', 'universum' maar ook 'een subtiele en diepe waarheid'. Het tweede is sei (制) en die laat zich vertalen in 'controle', 'systeem', 'wet' of 'regel', maar ook in 'vormgeving'. Het laatste teken is ryu (流) en betekent 'stijl' of 'school'. De combinatie gensei (玄制) zou kunnen worden vertaald als controle over het universum. In deze combinatie wordt de betekenis zoiets als het najagen van de diepe waarheid en het verduidelijken ervan door de vorm. Dit kan zowel fysiek als spiritueel worden opgevat.

## Geschiedenis
In de jaren de twintig en dertig van de 19e eeuw waren er drie grote karatestijlen op Okinawa. Ze waren alle drie vernoemd naar de stad waar ze waren ontwikkeld: Naha, Tomari en Shuri. Deze drie stijlen (naha-te, tomari-te en shuri-te) worden soms ook wel aangeduid met de algemene term okinawa-te.
Sokon "Bushi" Matsumura (1809-1898) was een van de meesters van shuri-te. Hij gaf les aan Gichin Funakoshi ('vader' van shotokankarate) en Yasutsune (Anko) Itosu (itosu-kai). Een andere leerling was Bushi Takemura. Hij ontwikkelde een versie van de kata (型) kushanku dat vandaag de dag nog in genseiryu wordt getraind. Een van sensei Takemura's leerlingen was Soko Kishimoto (1862 of 1868-1945). Hij werd later de leraar van Seiken Shukumine.
Seiken Shukumine, geboren op 9 december 1925 in Nago-shi op het Japanse eiland Okinawa, begon op 8-jarige leeftijd met karatelessen van Anko Sadoyama, een grootmeester in koryukarate. Hij trainde hem vier jaar. Toen Shukumine ongeveer 14 was, werd hij als leerling geaccepteerd door sensei Soko Kishimoto. Kishimoto heeft in zijn leven slechts negen kōhai (=leerlingen) geaccepteerd en ook Seiken Shukumine moest enige tijd aandringen alvorens Kishimoto besloot om hem les te geven. Een ander bron geeft echter aan dat Kishimoto Shukumine testte voordat hij hem accepteerde als student. Toen Kishimoto en Shukumine elkaar voor het eerst ontmoetten, pakte Kishimoto een pook en gooide een stuk houten kool met volle kracht richting Shukumine, die het ontweek. Hierdoor accepteerde Kishimoto hem als een leerling onder één voorwaarde: het geheim van de technieken voor zich te houden en het dus niet met anderen te delen.
Tijdens de Tweede Wereldoorlog werd de 18-jarige Shukumine opgeroepen voor de marine en gestationeerd bij het Japanse kamikaze corps waar hij werd opgeleid tot kaitenpiloot, een eenmansduikboot of meer een bemande torpedo, dat gebruikt werd als kamikaze tegen Amerikaanse oorlogsschepen. Seiken Shukumine was getraind om zijn vaartuigje door een stalen netwerk, dat in het water was aangelegd rondom de schepen ter bescherming tegen aanvallen onder water, door te sluizen. Hij dacht op een martialartsmanier na over hoe hij het beste kon manoeuvreren en hij trachtte analoge technieken te bedenken om vijandelijke torpedo's te ontwijken. Hij leerde dat hij hard moest werken om door de vijandelijke defensie te komen en heeft deze kennis toegepast op het traditionele karate, zodat het soepeler en dynamischer werd.
Shukumine werd voor de Japanse capitalatie nooit geselecteerd voor zo'n zelfmoordaanval en overleefde mede daardoor de oorlog. Maar toen hij terugkwam op Okinawa, was zijn stad platgebombardeerd en sensei Soko Kishimoto gedood tijdens de slag om Okinawa in 1945. Shukumine trok zich een aantal jaren terug en begon met de ontwikkeling van zijn karatestijl, met toepassing van principes uit de opleiding tot kaitenpiloot. Hij combineerde zijn nieuwe technieken met de klassieke technieken, die hij had geleerd van zijn leraren Sadoyama en Kishimoto, en zo ontwikkelden zich de speciale karakteristieken van genseiryu.
In 1949 demonstreerde Seiken Shukumine voor het eerst zijn karate voor het publiek, in de stad Ito (Shizuoka prefectuur, Japan). In oktober 1950 nam hij deel aan een karatedemonstratie gearrangeerd door Nippon TV. Aan deze demonstratie namen ook andere grootmeesters deel, zoals Hidetaka Nishiyama (van de Japan Karate Association, JKA), Yasuhiro Konishi (ryobu-kai) Ryusho Sakagami (itosu-kai), H. Kenjo (kenshu-kai), Kanki Izumikawa and Shikan Akamine (beide van goju-ryu). Shukumine demonstreerde onder andere de kata koshokun dai, tameshiwari (= breektechniek, in dit geval brak hij 34 dakpannen met shuto, de snijkant van de open hand) en hachidan-tobi-geri (springende trap met 8 trappen in één sprong). In hetzelfde jaar creëerde Shukumine sansai no kata.
In 1953 begon sensei Shukumine met lesgeven aan de zelfverdedigingseenheden van de militaire basis van Tachikawa en aansluitend gaf hij tien jaar les in dojo's, zoals op universiteiten, in en rond Tokio. In het jaar 1953 kondigde sensei Shukumine officieel aan dat hij zijn stijl genseiryu noemde, maar het jaar 1950 wordt gezien als het begin van deze karatestijl.
Vanaf 1953 formuleerde sensei Shukumine de basisprincipes die nodig waren voor een nieuwe vechtkunst, die werd geïntroduceerd in 1962. Het is een verdere ontwikkeling van genseiryu en hij gaf het de naam taido. Taido wordt niet beschouwd als karate, maar als een nieuwe vechtkunst. Vanaf dat moment was sensei Shukumine hoofdzakelijk bezig met taido en veel van zijn leerlingen volgden hem. Sensei Shukumine hield zich echter soms ook nog bezig met genseiryu. Zo schreef hij bijvoorbeeld boeken over genseiryu (1964 en halverwege de jaren zeventig) en ook gaf hij soms nog les aan hoge instructeurs van genseiryu. Zijn belangrijkste activiteit tot aan zijn dood bleef taido.
Vanaf de jaren zestig begon genseiryu zich te verspreiden buiten Japan.
Op 26 november 2001 overleed sensei Seiken Shukumine aan een hartstilstand na een lang ziekbed. Hij werd 75 jaar oud.

## Karakteristieken van genseiryu
Shukumine was filosofisch ingesteld en tijdens de oorlog leerde hij dat het geheim van een overwinning ligt in het doen van datgene wat men niet verwacht, zowel in een oorlog tussen twee naties, als ook in een persoonlijk conflict. Met andere woorden: de basisfilosofie achter genseiryu volgt het idee van "het doen van het onverwachte".
Shukumine paste dit zowel op zijn leven als ook op het genseiryu en de erbij behorende kata toe. Uiteindelijk creëerde hij de basistheorie van se, un, hen, nen en ten. Dit zijn de basisprincipes dat van genseiryu een driedimensionale karatestijl maakt:
- Se (wervelwind): het roteren (draaien) van het lichaam rond de verticale as;
- Un (golven): het gebruiken van een gracieuze op-en-neerbeweging van het lichaam;
- Hen (wolken): vallende beweging naar voren of naar achteren, naar links of rechts. Een val uit vrije wil;
- Nen (maalstroom): draaiende hand en armtechnieken, gewoonlijk uitgevoerd op de plaats;
- Ten (lichtgevend): een techniek, die uitgevoerd kan worden in een onverwachte situatie, als draaiing naar voren, achteren of opzij.

De sansai no kata is een typische kata van het genseiryu met veel van deze technieken. Andere typische technieken voor het genseiryu zijn bijvoorbeeld de trappen ebi-geri (achterwaartse trap met beide handen op de grond en het gezicht dicht bij de grond) en manji-geri (zijwaartse trap (mawashi-geri) met het hoofd dicht bij de grond en beide handen op de grond). Beide trappen horen tot de groep van de shajo-geri (buigend lichaam) en worden ook geoefend in taido. Behalve kata beoefent genseiryu ook shihō (sommige andere stijlen doen dat ook). shihō (四方) betekent 'vier richtingen' en omvat een oefening waarbij een combinatie van technieken enkele malen wordt herhaald in vier verschillende richtingen (voor, achter, rechts en links).

## Opsplitsing van genseiryustijlen
Door de jaren heen hebben enkele meesters aanpassingen gedaan aan genseiryu, hoewel in de basis de meeste uitgevoerde kata's gelijk bleven. Sommigen gingen hierin zover dat nieuwe scholen ontstonden, zoals Butokukai, Genwakai, Ryounkai, Keneikai en Seidokai, genaamd naar de respectievelijke namen van de dojo's van de verschillende meesters. Er is ook een school gebleven, die de oorspronkelijk ontwikkelde genseiryu zoals beschreven in het eerste boek van sensei Shukumine onderwijst.

### Mondiale genseiryuorganisaties
Er zijn twee organisaties, die genseiryustijlen vertegenwoordigen.
De eerste organisatie is in 1962 opgericht als de Genseiryu Karate-do International Federation (GKIF) en vertegenwoordigt de stijl van sensei Kunihiko Tosa. De tweede organisatie heeft zich gevormd in 2003, als de World Genseiryu Karatedo Federation (WGKF) en is gebaseerd op het boek “Shin Karate-do Kyohan”. Er zijn vele verschillen tussen deze organisaties, waarvan de grootste het gebruik van basiskata’s en de betrokkenheid van Seiken Shukumine betreffen. De WGKF gebruikt Ten-i, Chi-i en Jin-i als basiskata's ter voorbereiding op de kata Sansai. De GKIF heeft echter deze basiskata's verworpen. In plaats daarvan, heeft de GKIF de heian kata's uit het shotokan in haar curriculum opgenomen.

### Genseiryu in Nederland
De grootste genseiryuclub in Nederland is Genseikan Karatedo. Hier wordt les gegeven door David Roovers, voormalig voorzitter van de Karate-do Bond Nederland.

### Gebruik van de naam genseiryu
Beide organisaties eisen het gebruik van de naam genseiryu (dus zonder toevoeging van de stijl) op. Beide organisaties hebben daartoe wel of niet verifieerbare argumenten aangedragen, die hier niet vermeld worden.

### Boeken van sensei Shukimine
- Shin karatedo kyohan, 1964, waarin hij de technieken die in het genseiryu worden gebruikt, beschrijft.
- The karate training by complete drawing, halverwege de jaren zeventig, waarin de genseiryutechnieken worden beschreven en de verschillen tussen karate en judo, karate en aikido en karate en taido uitgelegd.
- Illustrated Karate Training in three months, 1979, waarin hij zegt: Ik heb de basistechnieken uitgelegd met een effectieve trainingsmethode welke je moet leren totdat het overeenkomt zodat je deze in drie maanden kan beheersen.
- Taido gairon, 1988, waarin hij de basisprincipes en -technieken van taido beschrijft.

### Boek van Kunihiko Tosa
- Genseiryu Karate-do Kyohan 2, 1984.